# Ɉ

přeškrtnuté J

Ɉ (minuskule ɉ) je speciální znak latinky a nazývá se přeškrtnuté J. Je možné ho najít pouze v jazyce arhuaco, kterým mluví několik tisíc lidí v Kolumbii a patří do skupiny indiánských jazyků. Vyslovuje se podobně jako české DŽ.
V Unicode mají písmena Ɉ a ɉ tyto kódy:
-Ɉ U+0248
-ɉ U+0249